# Luigi Gazzotti
Luigi Gazzotti (Modena, 30 gennaio 1886 – Vignola, 13 gennaio 1923) è stato un compositore, direttore d'orchestra e fotografo italiano.

## Biografia
Luigi Gazzotti nacque a Modena nel 1886 dal cavaliere Emilio Gazzotti (1860-1922), di professione avvocato, e Giovanna Gibellini (1858-1945).
Crebbe a Vignola, dove la famiglia, che apparteneva all’alta borghesia possedeva una con giardino pensile, oggi ancora esistente e nota come Villa Galvani, nel centro storico della cittadina. Questo edificio presenta un interessante ciclo pittorico realizzato dal pittore Pietro Minghelli.
Luigi, sin da piccolo, sviluppò una forte passione e predisposizione per la musica, cimentandosi in particolare al pianoforte. Fondamentale per la sua formazione in questo senso fu la figura del padre, Emilio Gazzotti, grande appassionato di musica, opera e fotografia. Per un breve periodo intorno al 1890 egli ricoprì infatti la carica di presidente della Società Filarmonica di Vignola, la cui vita in quegli anni aveva un carattere piuttosto travagliato. Molto attivo nella vita pubblica di paese, Emilio Gazzotti fu inoltre sindaco di Vignola tra il 1906 e il 1907.
Luigi Gazzotti studiò presso il Liceo Musicale Rossini di Bologna (oggi chiamato Conservatorio di musica Giovan Battista Martini), dove si diplomò a pieni voti nel 1913. Tra i suoi professori al liceo vi fu Luigi Torchi, affermato musicologo dell’epoca. Tuttavia, già prima di conseguire il titolo partecipò a vari concorsi musicali, talvolta persino stranieri. Sempre nel 1913, fu premiato al concorso musicale bandito in occasione del primo centenario della nascita del compositore Errico Petrella. Nel corso delle celebrazioni la sua Cantata in onore di Errico Petrella venne eseguita al Teatro Carlo Felice di Genova.
Nonostante la chiamata alla leva dopo l’entrata dell’Italia in guerra nel maggio 1915, Gazzotti, per motivi di salute, trascorse gli anni del primo conflitto mondiale lontano dal fronte, finché non venne definitivamente congedato nel luglio 1917. Poté quindi dedicarsi alla composizione di drammi. All’epoca stavano infatti emergendo le prime rilevanti avvisaglie della malattia polmonare che ne avrebbe fortemente compromesso la salute e rallentato le attività.
Cresciuto nel periodo della Belle Époque, Gazzotti rimase sensibile nel corso della sua breve carriera alle varie influenze e stili musicali che si susseguivano, senza spingersi verso innovazioni radicali. Scrisse sonate, melodrammi, melodie voce-pianoforte (ad esempio dai Canti di Giacomo Leopardi) e solo per pianoforte, sia religiose sia laiche. Stabilì numerosi sodalizi e fruttuose collaborazioni, in particolare con i librettisti Clemente Coen (1878-1962), modenese anch’egli, e Carlo Zangarini (1874-1943), professore al liceo musicale di Bologna e collaboratore tra gli altri di Giacomo Puccini. Il primo scrisse per Gazzotti i testi dei drammi lirici Lo zingaro cieco (probabilmente l’opera di maggior successo del compositore vignolese) e Il campanaro di Camalò (l’ultima che musicò in vita), mentre il secondo scrisse il testo della cantata Orpheus.
Gazzotti morì a Vignola il 13 gennaio 1923, a soli trentasette anni. Nel 1938 la madre, Giovanna Gibellini, decise di donare al Comune di Vignola le carte, le fotografie, i cimeli e le opere autografe del figlio, affidando la consulenza di queste ultime e la facoltà decisionale intorno alla loro riproposizione artistica a Guglielmo Bussoli, musicista suo conterraneo e intimo amico.
Guido Montanari, compositore e amico di Gazzotti, dopo la morte di quest’ultimo fu tra i fondatori della corale che porta il suo nome a Modena, di cui fu anche direttore tra il 1936 e il 1958.

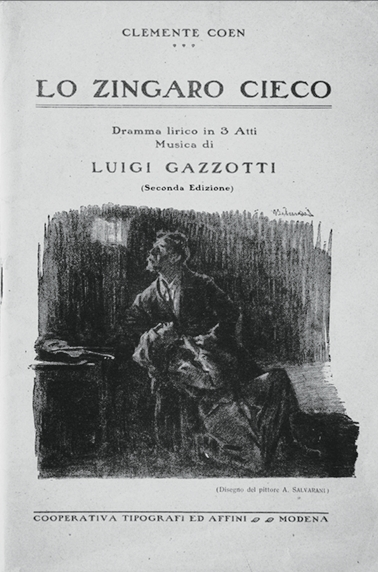
Copertina dell'opera Lo zingaro cieco (1921).

## Opere (parziale)
- Non mi destar ch’io sogno (1909), sonata;
- Cantata in onore di Errico Petrella (1913);
- Orpheus (1915), cantata;
- Il Pazzariello (1915);
- Mastro Dill, dramma lirico;
- Procella (1920), dramma lirico;
- Lo zingaro cieco (1921), dramma lirico;
- Il campanaro di Camalò (1922), dramma lirico.